# Нестор Блажев
Нестор Блажов или Блажев е български революционер, участник в Българското опълчение.

## Биография
Блажев е роден в тетовското село Йелошник, което тогава е в Османската империя. В 1854 година емигрира в Румъния, където влиза в средите на българската революционна емиграция. Участва като доброволец в Сръбско-турската война през 1876 година. След избухването на Руско-турската война е доброволец в Българското опълчение и на 1 май 1877 година е зачислен в I рота на I опълченска дружина. Загива в боя при Стара Загора на 19 юли 1877 година.